# Bocacha apagallamas

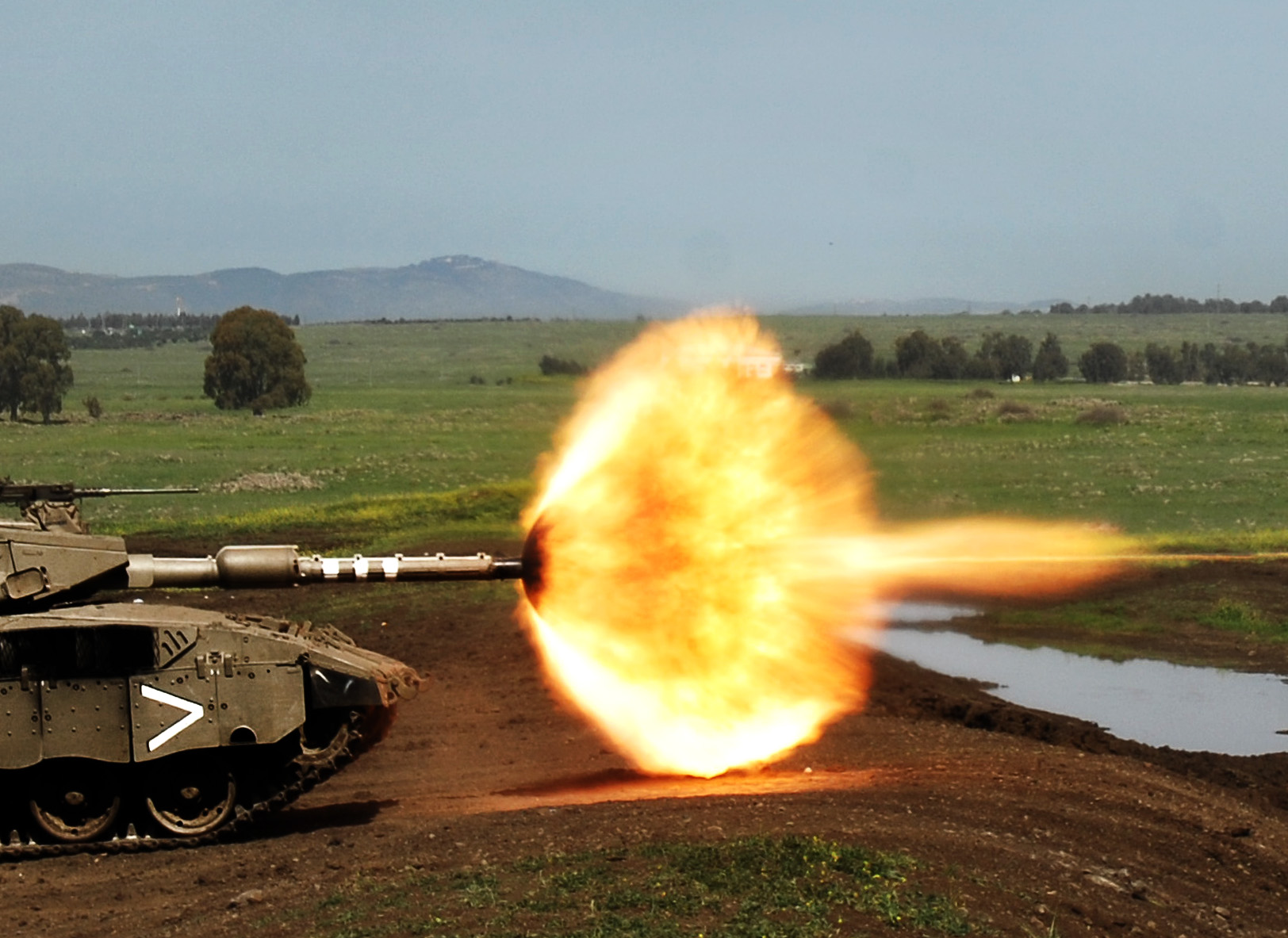
Fogonazo del disparo del cañón de 120 mm de un tanque Merkava.

Un apagallamas, igualmente conocido como supresor de destello, eliminador de destello, ocultador de destello o parallamas, es un dispositivo fijado a la boca del cañón de un fusil u otro tipo de arma. Este sirve para direccionar los gases calientes que se producen  cuando el proyectil deja el cañón del arma. Dirigiendo los gases a los costados o hacia abajo se reduce la visibilidad de los fogonazos, previniéndole al tirador ser cegado por el brillante destello. 
Un apagallamas no reduce la visibilidad del fogonazo para cualquiera que esté por debajo del alcance del arma, incluyendo el posible objetivo del tirador.
- Datos: Q1197272
- Multimedia: Flash suppressor / Q1197272